# 瘋狂高爾夫
《瘋狂高爾夫》（英語：Caddyshack）是1980年的一部美國體育題材喜劇電影。由哈罗德·雷米斯導演，布萊恩·道爾-默里、雷米斯和道格拉斯·肯尼編劇。主演是切維·切斯、羅德尼·丹格菲爾德、泰德·奈特和比爾·莫瑞。這部電影獲得了不錯的票房收入，並且被列入AFI百年百大喜劇電影。

## 外部連結
- 互联网电影数据库（IMDb）上《瘋狂高爾夫》的资料（英文）
- AllMovie上《瘋狂高爾夫》的资料（英文）
- TCM电影资料库上《瘋狂高爾夫》的资料（英文）
- Box Office Mojo上《瘋狂高爾夫》的資料（英文）
- 美国电影学会目录上的《瘋狂高爾夫》（英文）
- Caddyshack, an homage to Doug Kenney, ESPN/Golf Digest, April 2004 （页面存档备份，存于）
- "Caddyshack Culture" – Meta-critique from the erstwhile Suck.com.
- 2009 documentary Caddyshack: The Inside Story （页面存档备份，存于） on IMDB